# Efendi
Efendi, außerhalb des Türkischen in Anlehnung an neugriechische Schreibungen auch Effendi, ist eine türkische Form der Anrede und bedeutet so viel wie „Herr“. Der Plural lautet Efendiler. Die Herkunft dieses Begriffes ist unklar, ein Zusammenhang mit dem neugriechischen aph(ph)entēs (αφφέντης/αφέντης, originale, nichtphonetische und altgriechische Schreibweise: ἀυθέντης, authentēs „unumschränkter Herr“, neugriechische Aussprache in beiden Fällen affendis) wird angenommen.

## Osmanischer Titel
Ursprünglich für nichtmilitärische Beamte, wie die Kadıs, bis hinauf in den Rang des Șeyhülislam verwendet, bezeichnete Efendi / افندی zuletzt im Osmanischen Reich auch mittlere Beamte und Militärs (etwa im Rang eines Leutnants); wurde aber auch für osmanische Prinzen und in der weiblichen Form Kadın Efendi für die Ehefrauen des Sultans verwendet. Der Titel wurde dem Namen nachgestellt, er wurde in der Türkei 1934, in Ägypten 1953 abgeschafft.

## Militärischer Rang in den ostafrikanischen Kolonialarmeen

### Deutsch-Ostafrika
Als Offiziersrang war Effendi auch in der Schutztruppe für Deutsch-Ostafrika gebräuchlich, wo er für ehemalige osmanische, später auch für afrikanische Offiziere verwendet wurde. Er war der höchste Rang, den ein Afrikaner erreichen konnte. Die Schutztruppe entstand aus den meist sudanesischen Söldnern der sogenannten Wissmanntruppe. Diese waren 1889 in Ägypten zur Aufstandsbekämpfung in Ostafrika angeworben worden. Die Dienstgrade wurden anhand osmanischer Bezeichnungen ausgewiesen. Diese galten, bis zum Ende der deutschen Kolonialherrschaft 1918, auch für die einheimischen Askaris sowie die in Südafrika angeworbenen Zulus. Weißes, aus Deutschland stammendes Personal führte deutsche Dienstgrade.
Gemeinsam mit den ägyptisch-sudanesischen Soldaten nahm Wissmann auch einige osmanische Offiziere in Dienst. Ungeachtet ihrer Herkunft aus den europäischen oder asiatischen Teilen des Reiches, wurden auch sie als „farbig“ eingestuft. „Farbige“ Offiziere führten anfangs die deutsche Rangbezeichnungen Leutnant, Oberleutnant und Hauptmann. Mitte der 1890er Jahre wurde diese Dreigliederung abgeschafft und mit dem Effendi ein einheitlicher Dienstgrad nur für „farbige“ Offiziere geschaffen. Die Rangabzeichen waren auf den Mannschaftsschulterklappen angebracht und bestanden aus bis zu drei vertikal angeordneten fünfzackige Sternen, gemäß dem Beispiel der anglo-ägyptischen Armee. Die späteren Effendis führten einheitlich drei Rangsterne.
„Farbige“ Offiziere sollten über weiße Soldaten keine Befehlsgewalt besitzen. Der Kolonialoffizier Rochus Schmidt berichtet, dass andererseits galt, keinen „farbigen“ Offizier einem deutschen Unteroffizier zu unterstellen. Das kollidierte mit der Vorschrift, dass im Gefecht, bei Ausfall aller weißen Offiziere, die Befehlsgewalt an den ranghöchsten weißen Unteroffizier überging. Dieses Paradox stellte ein ernsthaftes dienstliches Problem dar. Das vermutlich hohe Selbstwertgefühl der Effendis zu verletzen, dürfte der deutschen Kolonial- und Militärverwaltung als riskant erschienen sein. Besaßen doch die Effendis, zumindest in den Anfangsjahren der Schutztruppe, eine wichtige Scharnierfunktion: Als kulturelle Vermittler halfen sie, Missverständnisse und Konflikte zwischen den einheimischen Soldaten und ihren weißen Offizieren zu verhindern, denen Sprache und Kultur ihrer afrikanischen Untergebenen (noch) unbekannt waren.
Dieser kulturelle Vorteil ging den Effendis verloren, als die deutschen Offiziere mit „Land und Leuten“ zunehmend vertraut wurden. Für die deutschen Behörden waren Effendis jetzt verzichtbar geworden und man versuchte, sich ihrer schrittweise zu entledigen. So wurde um das Jahr 1900 höchstens ein Effendi je Kompanie beibehalten. Um die Jahrhundertwende wurde der Dienstgrad auf den Aussterbeetat gesetzt, d. h. weitere Beförderungen fanden nicht statt. Bei Ausbruch des Ersten Weltkriegs waren nur noch 2 Effendi aktiv. Im Krieg selbst kam es dann nochmals zu Tapferkeitsbeförderungen von Afrikanern in diesen Dienstgrad.

### Britisch-Ostafrika
Auch in Britisch-Ostafrika spielte eine Rolle, dass die ersten dortigen Einheiten der britischen Kolonialarmee aus sudanesischen Söldnern bestanden. Bei den King’s African Rifles (KAR) war Effendi die Anrede der Offiziersdienstgrade Leutnant bis Major, ungeachtet deren nationaler Herkunft. Die einheimischen Offiziere waren ausgerüstet und uniformiert wie ihre britischen Gegenparts. Da erstere als sogenannte lokale Ränge (local ranks) nur innerhalb der KAR Gültigkeit besaßen, rangierten sie hinter den britischen Offizieren. Die einheimischen Offiziere führten nur osmanische Dienstgrade (Mulazim Tani/Mulazim Awal für Leutnant/Oberleutnant, Yuzbashi für Hauptmann, Binbashi bzw. Bimbashi für Major). Die britischen Offiziere besaßen gleichzeitig europäische und osmanische Dienstgrade (die ausnahmslos britischen Oberstleutnante (Kaimakam) und Oberste (Miralai) wurden Bey tituliert).
Im militärischen Alltag genossen einheimische Offiziere jedoch kaum mehr Renommé als das britischer Sergeanten. Beispielsweise hatten sie kein Anrecht auf die Tapferkeitsorden der Offiziere und Warrant Officers. Stattdessen erhielten afrikanische Effendis nur Tapferkeitsmedaillen, analog zu britischen Unteroffizieren und Mannschaften. Seit den 1930er Jahren kam es zu keiner Neubeförderung von Afrikanern zu Offizieren mehr; die noch dienenden Effendis fanden allerdings noch Jahre Verwendung, viele bis zum Ende ihrer Dienstzeit. Als offizieller Grund des Stopps galt der allgemein niedrige Ausbildungsstand der Einheimischen, der auf das mangelhafte Kolonialschulsystem zurückzuführen war.
Als Kompensation geplant war ab 1956 die Einführung des Governor’s Commissioned Officer (GCO), der allgemein schlicht nach seiner Anrede als Effendi tituliert wurde. Der Dienstgrad wurde vom Gouverneur verliehen (nicht vom britischen Monarchen), ähnlich den indischen Viceroy's Commissioned Officers (VCOs) der britischen Indien-Armee. Britisches Personal wurde nicht zu Effendis befördert. In Britisch-Ostafrika war dies nun für afrikanische Soldaten der höchste erreichbare Dienstgrad. Erst 1961 öffnete man ihnen die britischen Offizierslaufbahn (in Britisch-Westafrika war dies bei der Royal West African Frontier Force (RWAFF) bereits in den 1940er Jahren geschehen). Der Effendi war indes kein regulärer Offizier (mit King's bzw. Queen's Commission), sondern „nur“ ranghöchster Warrant Officer (vergleichbar dem deutschen Feldwebelleutnant). Er rangierte vor dem Warrant Officer Platoon Commander (Zugführer und Warrant Officer Class 3, meist afrikanischer Herkunft, analog dem kurzlebigen britischen Platoon Sergeant Major). Im Unterschied zu jenem war der Effendi für die Ausbildung und Verwaltung seines Zuges allein verantwortlich, d. h. ihm war darin kein britischer Unteroffizier vorgesetzt. Seine Befehlsgewalt beschränkte sich allerdings ausschließlich auf Truppen von Schwarzen. In der Schreibweise afande wird Effendi bis heute im Sinne des englischen „Sir“ als Anrede gegenüber Vorgesetzten in den Streitkräften und den Polizeibehörden der ostafrikanischen Länder verwendet.
Die Sonderstellung unterstrich die Trageweise der Rangabzeichen: Diese waren nicht an den Unterärmeln angebracht (wie bei britischen Warrant Officers bis heute üblich), sondern auf den Schulterklappen. Abzeichen war ein vermutlich farbig unterlegter, vergoldeter vierzackiger Rangstern (ähnlich dem britischen Leutnantsstern). Nach Einwendungen des War Office Dress Committee (Bekleidungsamt), das die Effendi-Rangabzeichen auf die Unterärmel versetzt sehen wollte, hatte die Führungsebene des KAR-Regiments einen Kompromiss erwirkt: Seit 1957/58 wurde der Rangstern mit einem quer über die Schulterklappe laufenden Stoffstreifen unterlegt (wahrscheinlich in den Regimentsfarben gelb-blau-gelb). Vorbild war vermutlich die ähnliche Praxis bei den VCOs der britischen Indien-Armee.

## Gesellschaftliche Verwendung
Im heutigen türkischen Sprachgebrauch wird das Wort noch als höfliche Anrede verwendet (Beyefendi = „mein Herr“; Hanımefendi = „meine Dame“). Efendim (wörtl.: „mein Herr“) ist als Reaktion im Sinne von „Ja, bitte?“ oder als Nachfrage „Wie bitte?“ üblich, wenn man angesprochen wird oder sich am Telefon meldet. Ebenfalls gängig ist der Ausdruck Buyrun efendim! („Bitte sehr!“) für ein unterbreitetes Angebot (z. B. von Essen).
Außerdem kann Efendi im heutigen Türkisch auch als männlicher Vorname auftreten.

## Religion
Im Sufismus wird Efendi von den Derwischen bestimmter Tariqas (Sufi-Orden) zur Anrede des Sheikhs verwendet.
Shoghi Effendi, der Führer des Bahaitums 1921–1957, benutzte die Anrede als religiösen Ehrentitel.